# Kazimierz Błociszewski
Kazimierz Błociszewski herbu Ostoja (ur. 13 października 1823 w Witowie, zm. 23 maja 1878 w Paryżu) – powstaniec wielkopolski 1848 roku, historyk, autor czterotomowej "Historii powszechnej dla uczącej się młodzieży", członek zarządu Instytucji Czci i Chleba oraz Towarzystwa Pomocy Naukowej.

## Życiorys

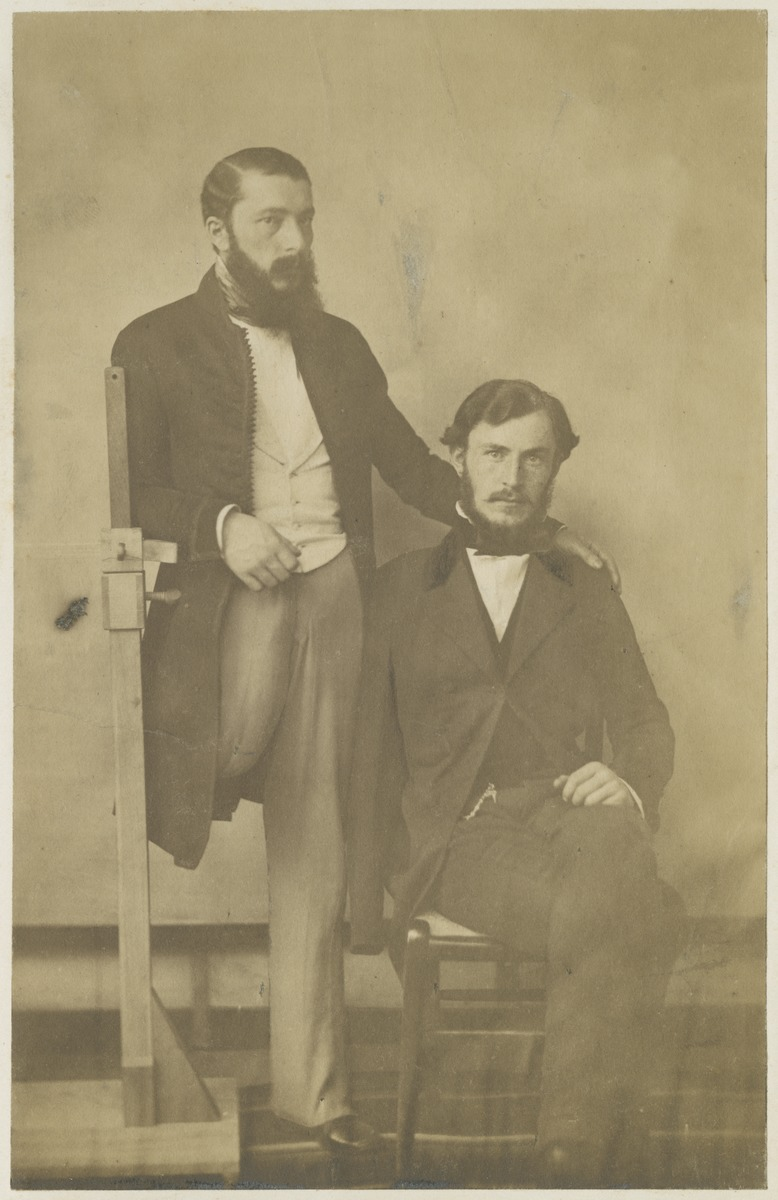
Kazimierz Błociszewski (stojący) w towarzystwie brata Tadeusza

Kazimierz Błociszewski urodził się w rodzinie szlacheckiej Błociszewskich h. Ostoja, wywodzącej się z Błociszewa w dawnym pow. kościańskim województwa poznańskiego. Był synem Stanisława Leonarda, majora wojsk polskich i Anny Manugiewicz h. Wiernik. Ożenił się z Anną Beaumont, z którą miał dwójkę dzieci - syna Józefa Kazimierza, męża Pauliny Julii Chabrier, oraz córkę Zofię Annę Ludwikę, małżonkę René Le Forestier'a.
Kazimierz Błociszewski kształcił się w Instytucie Wyższym Męskim Jana Biskupskiego w Zgierzu. W roku 1845 podjął studia na Uniwersytecie Albrechta w Królewcu. Błociszewski uczestniczył w przygotowaniach powstania w Wielkim Księstwie Poznańskim. W roku 1846 został aresztowany za działalność spiskową i osadzony w Sonnenburgu, a później w Moabicie pod Berlinem. Skazany został wyrokiem sądowym na dożywotnie więzienie. Po dwóch latach został uwolniony, podobnie jak wielu innych więźniów politycznych, w wyniku nacisku społecznego (demonstracji i wystąpień mieszkańców Berlina i Wiednia zwanych rewolucją marcową). Po powrocie do Wielkopolski walczył w powstaniu 1848 roku. Uczestniczył w zwycięskiej bitwie pod Miłosławiem. Podczas walk został ciężko ranny w prawą nogę. Leczenie nie przyniosło efektów i zaistniała konieczność amputacji kończyny. Po upadku powstania osiadł w Iwnie, przyjąwszy zaproszenie starościny Franciszki Mielżyńskiej i oddał się badaniom historycznym. Owocem jego pracy był czterotomowy podręcznik szkolny pt. "Historia powszechna dla uczącej się młodzieży". W roku 1852 został wydalony z Wielkopolski przez władze pruskie i wyjechał do Paryża, gdzie brał aktywny udział w życiu emigracji. Spotkał tam wielu swoich towarzyszy broni, a wśród nich brata Tadeusza (również brał udział w powstaniu - stracił rękę w bitwie pod Książem). Kazimierz Błociszewski był członkiem zarządu Instytucji Czci i Chleba, powstałej w celu wspierania we Francji Polaków niezdolnych do pracy. Udzielał się także w pracach Towarzystwa Naukowej Pomocy. Zmarł w Paryżu, pochowany został na cmentarzu polskim w Montmorency.